# Supertaça de São Tomé e Príncipe de 2017
A Supertaça Nacional António Aguiar ou Supertaça de São Tomé e Príncipe de 2017 foi a 12ª edição da Supertaça de São Tomé e Príncipe.
UDRA jogou sua terceira final, a anterior foi em 2016, e FC Porto Real sua segunda, a anterior sendo em 2015.
O encontro teve lugar a 8 de abril de 2018 no Estádio 13 de Junho, localizado em Santo António na ilha de Príncipe. Opôs, o vencedor de Campeonato Santomense e venceador de Taça de São Tomé e Príncipe o UDRA, ao finalista vencido da Taça de São Tomé e Príncipe, o FC Porto Real.
O FC Porto Real disputou este troféu pelo único tempo e o único clube baseado de Príncipe venceu.

## Ficha de jogo
| 8 de abril de 2018 | FC Porto Real | 2 – 0         | UDRA | Estádio 13 de Junho Santo António (ilha de Príncipe) |
|                    |               | Ficha de Jogo |      |                                                      |

| UDRA:      |  |                                |  |
|            |  |                                |  |
| D          |  | Dinho (ou Pogba)               |  |
|            |  | Orlando Gando                  |  |
| M          |  | Iniesta                        |  |
| D          |  | Ivonaldo (futebolista)Ivonaldo |  |
| M          |  | Jocy                           |  |
| A          |  | Paile                          |  |
| D          |  | Tavarinho                      |  |
|            |  | Vado Naite                     |  |
| M          |  | Vando                          |  |
| Treinador: |  |                                |  |
|            |  |                                |  |

|            |  |            |  |
|            |  |            |  |
|            |  | Vado Naite |  |
| Treinador: |  |            |  |
|            |  |            |  |

| FC Porto Real | UDRA |

## Vencedor
| Supertaça de São Tomé e Príncipe |
| -------------------------------- |
| FC Porto Real 1º Título          |